# Dikeos (Berg)
Der Berg Dikeos (auch: Díkeos oder Dikaios, griechisch Όρος Δίκαιος, kurz: Δίκαιος) ist mit  846 m der höchste Berg auf der griechischen Insel Kos und des geologisch und optisch dominierenden, gleichnamigen, Gebirgszuges Dikeos.

## Name
Die Herkunft des Namens Dikeos bzw. Dikaios ist bislang nicht geklärt. In der Antike war der Berg auch als Oromedōn (Ὠρομέδων), Oriōn (Ὠρίων) bzw. Dikaion (Δίκαιον) bekannt.

## Lage
Der Berggipfel ist von der Hauptstadt Kos etwa zehn Kilometer Luftlinie entfernt, vom Bergdorf Zia etwa 1,3 Kilometer und von Pyli etwa fünf Kilometer Luftlinie.
Das verlassene Bergdorf mit Burg Palio Pyli befindet sich etwa zwei Kilometer weiter nordwestlich. Östlich, etwa 3,5 Kilometer vom Berggipfel Dikeos entfernt, befindet sich der Berggipfel Kefala mit einer Höhe von 662 m

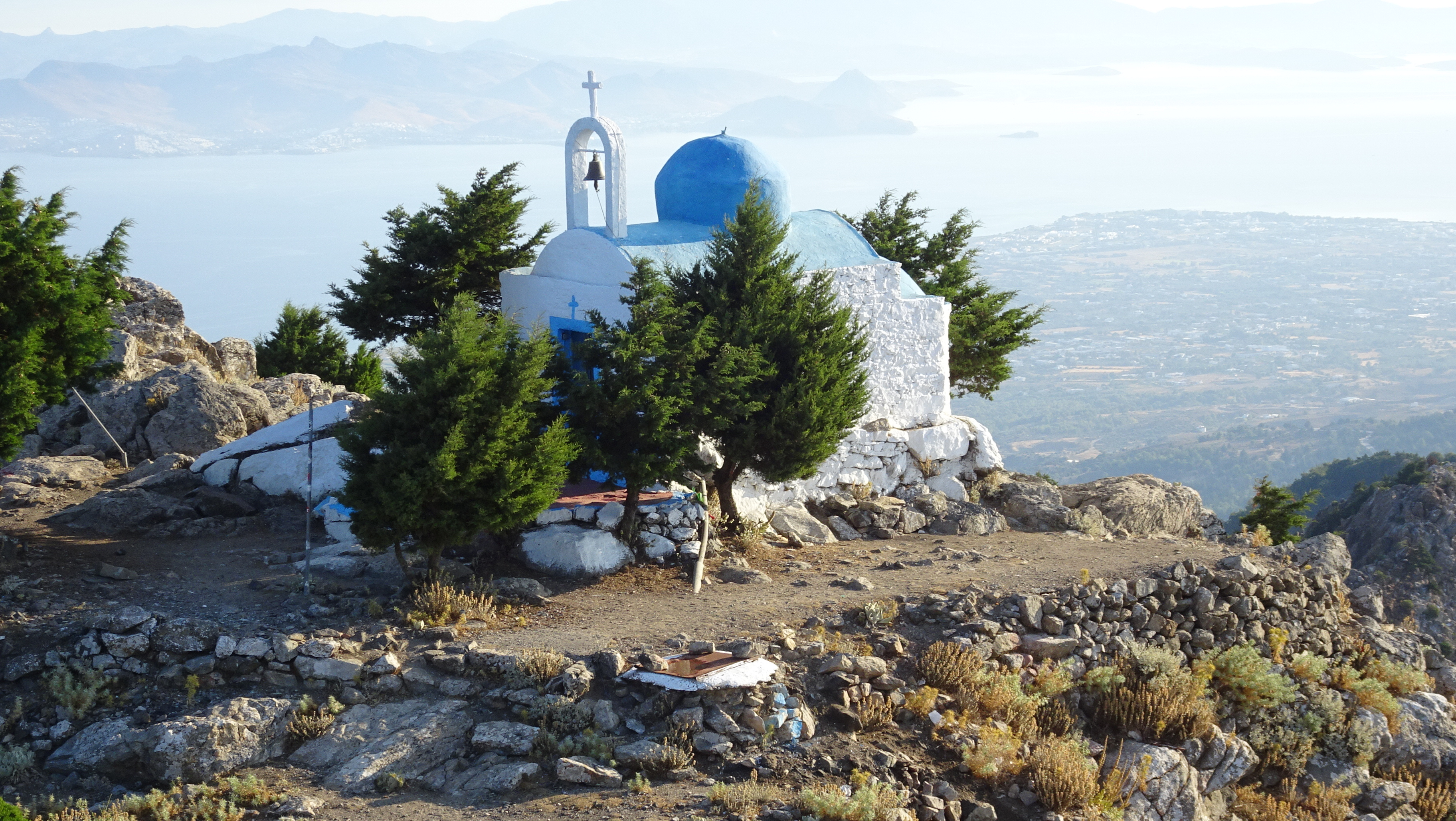
Kapelle auf dem Gipfel

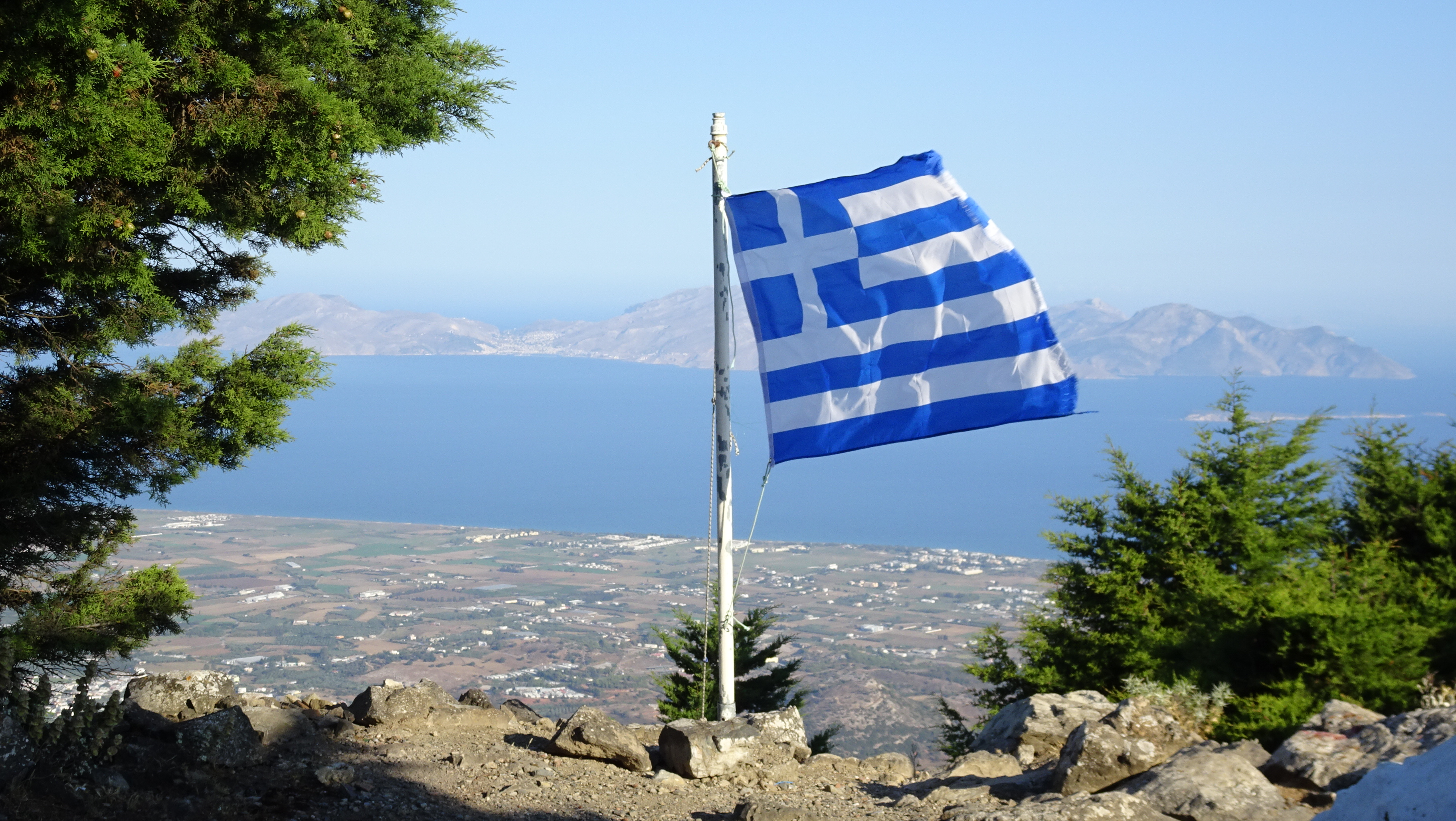
Gipfel mit griechischer Fahne

Südlich, etwas unterhalb des Gipfels Dikeos entspringt aus zwei Quellen ein Bach, der in der Nähe von Piso Therma in das Meer mündet.

## Gebirgszug Dikeos
In dem von etwa Osten nach Westen verlaufenden Gebirgszug Dikeos befindet sich der Berg Dikeos etwa im westlich gelegenen letzten Drittel. Es gibt Anzeichen einer Besiedlung im Mittelalter auf dem Weg zur Gipfel.

## Alpinismus
Der einfachste Aufstieg erfolgt vom Bergdorf Zia (etwa 300 m) aus und dauert bei gemütlicher Gehweise etwa 1 ½ bis 2 Stunden. Der Weg ist teilweise ausgeschildert (in griechischer und lateinischer Schrift). Im unteren Bereich befinden sich zur Orientierung immer wieder blaue Pfeile, im oberen Bereich des Wanderweges rote Pfeile, Punkte und Kreuze an den Felsen.
Es ist Trittfestigkeit und gutes Schuhwerk erforderlich und Schwindelfreiheit. Bedingt durch den auf die Insel und den an der südlichen Flanke steilen Gebirgszug auftreffenden Wind (Aufwind), kann die Luft stark abkühlen und rasche Wolkenbildung ist möglich. Im Hochsommer sollte der Aufstieg früh am Morgen absolviert werden.

## Gebäude
Knapp unterhalb des Gipfels befindet sich eine Kapelle (Dikeos Christos, auch: Metamórfosi tou Christoú). Unterhalb dieser Kapelle ein in den Fels getriebener Raum. Etwas nördlich befindet sich eine Schutzhütte.